# Tatra 500 HB
Tatra 500 HB (Karosa T 500 HB; horský bus) — трёхосный автобус, выпускаемый в 1950-х годах.

## Конструкция
Дизайн был разработан в 1948 году, когда Karosa совместно с Tatra Koprivnice представили первый прототип. Компания Karosa разработала кузов Монокок, а компания Tatra Koprivnice разработала шасси.
В 1954 году автобус проходил испытания в горных местностях. Он имел заднюю поворотную ось, среднюю ось Praga. Дизайн кузова разработан Йозефом Содомкой Янгером.
Воздух в салон поступал из закрываемого воздухозаборника над передними окнами по каналам над боковыми окнами. Воздух выходил из салона через более чем 40 тысяч маленьких отверстий в потолке в щель двойного потолка, а оттуда выходили две заслонки в потолке.